# Yury Astapenka
Yury Viktaravich Astapenka (en biélorusse : Юры Віктаравіч Астапенка), né le 10 octobre 1990 à Mogilev, est un fondeur biélorusse. 

## Biographie
Il fait ses débuts internationaux aux Championnats du monde junior 2010 à Hinterzarten.
En février 2012, il dispute sa première course dans la Coupe du monde à Nové Město na Moravě. Un an plus tard, il reçoit sa première sélection pour des championnats du monde à Val di Fiemme. Aux Championnats du monde 2015, à Falun, il est 36e et 37e sur ses courses individuelles.
Lors de la saison 2016-2017, il enregistre ses meilleurs résultats au niveau continental avec deux victoires sur le circuit de la Coupe d'Europe de l'Est et également aux Championnats du monde lors de l'édition de Lahti, terminant notamment 28e du skiathlon.
En 2018, après avoir établit son meilleur résultat sur une course de Coupe du monde (32e sur un quinze kilomètres à Ruka), il prend part aux Jeux olympiques de Pyeongchang, où son meilleur résultat individuel est 50e du skiathlon.
Il dispute sa dernière compétition majeure aux Championnats du monde 2019 à Seefeld.

## Palmarès

### Jeux olympiques
| Épreuve / Édition   | Sprint                           | Sprint    | 15 km | 15 km                            | Skiathlon 2 × 15 km | 50 km | Relais | Relais    |
| Épreuve / Édition   | libre                            | classique | libre | classique                        | Skiathlon 2 × 15 km | 50 km | Sprint | 4 × 10 km |
| JO 2018 Pyeongchang | Épreuve inexistante à cette date | -         | 55e   | Épreuve inexistante à cette date | 50e                 | -     | 14e    | -         |

Légende :
- — : épreuve non disputée par Astapenka.
- : épreuve ne figurant pas au programme.

### Championnats du monde
| Épreuve / Édition           | Sprint                           | Sprint                           | 15 km                            | 15 km                            | Skiathlon 2 × 15 km | 50 km | Relais | Relais    |
| Épreuve / Édition           | libre                            | classique                        | libre                            | classique                        | Skiathlon 2 × 15 km | 50 km | Sprint | 4 × 10 km |
| Mondiaux 2013 Val di Fiemme | Épreuve inexistante à cette date | -                                | -                                | Épreuve inexistante à cette date | 62e                 | 57e   | -      | -         |
| Mondiaux 2015 Falun         | Épreuve inexistante à cette date | -                                | 37e                              | Épreuve inexistante à cette date | 36e                 | -     | -      | 14e       |
| Mondiaux 2017 Lahti         | 39e                              | Épreuve inexistante à cette date | Épreuve inexistante à cette date | -                                | 28e                 | 32e   | -      | -         |
| Mondiaux 2019 Seefeld       | -                                | Épreuve inexistante à cette date | Épreuve inexistante à cette date | -                                | 44e                 | 33e   | 16e    | -         |

### Coupe d'Europe de l'Est
- 5e du classement général en 2017.
- 2 victoires.